# CANT Z.511
CANT Z.511 byl italský čtyřmotorový dopravní plovákový letoun vyvíjený společností Cantieri Riuniti dell'Adriatico (CRDA). Vznikl jako dopravní letoun pro transatlantickou dopravu mezi Evropou a Střední a Jižní Amerikou. Za druhé světové války byl adaptován pro vojenské účely. Dokončen byl první prototyp a druhý zůstal rozestavěný. Ve své době to byl největší postavený plovákový letoun.

## Vývoj
V roce 1937 italské aerolinie LATI (Linee Aeree Transcontinentali Italiane) projevily zájem o otevření nových linek do Střední a Jižní Ameriky. Oproti svým dosavadním třímotorovým letounům na ně plánovaly nasadit nové čtyřmotorové celokovové dopravní letouny. Italský konstruktér Filippo Zappata ze společnosti Cantieri Riuniti dell’Adriatico (CRDA) proto ještě v roce 1937 připravil návrh budoucího letounu CANT Z.511. Prototyp byl dokončen v roce 1939. Pro letoun byl vybrán dvouhvězdicový motor Alfa Romeo 135, kterých však nebyl dostatek. Jako náhrada byl zvažován americký Wright R-2600 Double Cyclone, ale nakonec letoun poháněly italské motory P.XII R.C.35. První let proběhl až v říjnu 1940 v Monfalcone.
Po vypuknutí druhé světové války byla idea nových transatlantických linek opuštěna. Regia Aeronautica naopak zvažovala adaptaci CANT Z.511 pro vojenské účely. Mimo jiné jako hlídkového letounu, torpédového bombardéru, nebo pro speciální operace, jako nosič řiditelného torpéda Maiale. Zkoušky prototypu se protáhly do května 1942. Po italské kapitulaci v září 1943 byl prototyp potopen na jezeře Bracciano (Vigna di Valle), aby nepadl do německých rukou. Druhý prototyp zůstal nedokončen a byl Němci sešrotován.

## Konstrukce
Jednalo se o celokovový čtyřmotorový dolnoplošník. V kabině na přídi pracoval pilot, druhý pilot, radista a palubní inženýr. Za nimi byl se nacházel prostor cestující, pod nímž se nacházel prostor pro zavazadla. Dvojice plováků měla délku 17,5 metru. Motorové gondoly i plováky byly za letu přístupné pomocí servisních průlezů.

## Specifikace

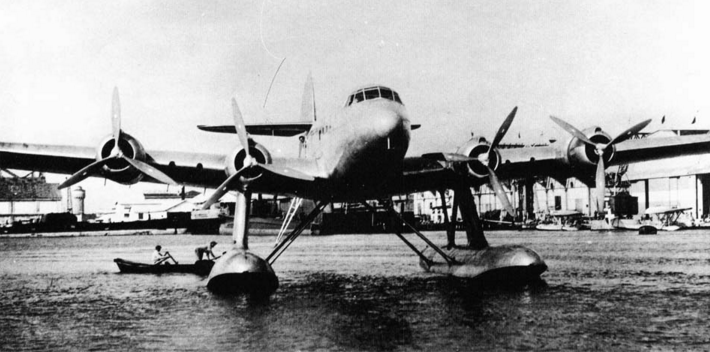
CANT Z.511

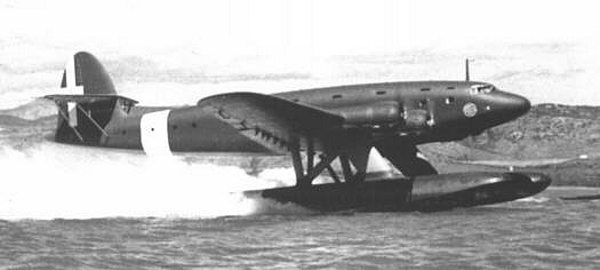
CANT Z.511

### Technické údaje
Údaje podle
- Osádka: 4 (pilot, druhý pilot, radista, palubní inženýr)
- Rozpětí: 39,86 m
- Délka: 28,5 m
- Výška: 11 m
- Nosná plocha: 195 m²
- Hmotnost prázdného letounu: 20 692 kg
- Vzletová hmotnost: 34 200 kg
- Pohonná jednotka: 4× dvojhvězdicové osmnáctiválce P.XII R.C.35
- Výkon pohonné jednotky: 1350 k (992 kW)

### Výkony
- Maximální rychlost: 424 km/h
- Dostup: 7500 m
- Dolet: 4350 km